# Antonie Frans Monna
Antonie Frans Monna (Den Haag, 10 maart 1909 – De Bilt, 7 oktober 1995) was een Nederlandse wiskundige en wetenschapshistoricus.

## Leven en werk
Monna studeerde aan de Universiteit van Leiden (doctoraalexamen 1933), onder andere bij Paul Ehrenfest en Willem van der Woude en promoveerde in 1935 bij Johannes Droste over het Dirichlet-probleem.
Daarna doceerde hij op scholen in Den Haag en Middelburg, werkte in 1936 in een laboratorium van de Technische Natuurkunde (bij C. Zwikker in Delft) en vanaf 1937 in Dordrecht in de verzekeringsbranche (Eerste Nederlandsche Verzekering-Maatschappij).
Vanaf 1942 werkte Monna voor het ministerie van Onderwijs in Den Haag, voordat hij in 1961 naar de Universiteit Utrecht kwam. Daar werd hij in 1965 hoogleraar en ging hij in 1979 met emeritaat. Hij was in de jaren 1960 lid van het Nederlands nationaal comité om het onderwijs in wiskunde te moderniseren en had op dit gebied begin nauw contact met Hans Freudenthal.
Monna hield zich aanvankelijk bezig met potentiaaltheorie. Hij correspondeerde sinds 1938 daarover met Marcel Brelot in Frankrijk en kwam zo vroeg in aanraking met de ideeën van Bourbaki, die een grote indruk op hem maakte. Vanaf de jaren 1940 was hij ook betrokken bij de p-adische getallen en p-adische Banachruimten. In 1966 organiseerde hij samen met Tonny Albert Springer het congres Local Fields in Driebergen.
In 1973 schreef Monna een geschiedenis van de functionaalanalyse ("Functional analysis in historical perspective", Utrecht). In 1978 publiceerde hij een verzamelwerk over Carl Friedrich Gauss.